# Marie av Frankrike
Marie av Frankrike, född 1145, död 1198, var en fransk prinsessa, dotter till kung Ludvig VII av Frankrike och Eleonora av Akvitanien, och grevinna av Champagne som gift med greve Henrik I av Champagne.  Hon regerade grevskapet Champagne tre gånger: under sin makes frånvaro 1179-1181; under sin sons minderårighet 1181-1187; och under sin sons frånvaro 1190-1198. 

## Biografi

### Tidigt liv
Marie var den äldsta av två barn till Ludvig VII och Eleonora. Bernhard av Clairvaux kallade hennes födelse för ett mirakel, efter flera års barnlöst äktenskap. Hon och hennes yngre syster Alix var potentiella tronföljare till den franska tronen. Frankrike hade ännu inte förbjudit kvinnlig tronföljd vid denna tidpunkt, men landet hade aldrig hade haft en regerande drottning och man föredrog att det skulle födas en manlig tronarvinge. Hennes föräldrar lämnade henne i Frankrike när hon var två år för att delta i andra korståget, och återvände inte förrän 1152, när hon var sju. De skilde sig vid återkomsten, och vårdnaden om Marie och Alix tillföll deras far, på grund av deras status som potentiella tronarvingar. 

### Äktenskap
Vid åtta års ålder 1153, året efter hennes föräldrars skilsmässa, trolovades hon med Henrik I av Champagne medan hennes syster Alix trolovades med Henriks bror Theobald V av Blois; deras far skulle några år senare komma att gifta sig med Henriks och Theobalds syster Alix av Champagne. Dessa äktenskap arrangerades med hjälp av Bernhard av Clairvaux. Efter förlovningen sändes Marie till Champagne, där hon placerades i klostret i Avenay för att uppfostras fram till äktenskapet. Bröllopet ägde rum 1159, när hon var fjorton. Hon ska inte ha haft något politiskt inflytande under de första tjugo åren av sitt äktenskap, då maken sedan länge hade utarbetat fasta rutiner med sina rådgivare och inte släppte in henne i dem.

### Regent
År 1179 lämnade hennes make Frankrike och begav sig av till Jerusalem på pilgrimsfärd. Hon regerade landet som ställföreträdande regent i hans frånvaro. Att en hustru utsågs till ställföreträdande regent under sin makes frånvaro var enligt etablerad sed vid denna tid. 
Henrik I återkom till Champagne 1181, men avled strax efter hemkomsten, och efterträdde då av deras son, Henrik II. Eftersom sonen var minderårig, regerade Marie åter Champagne andra gång, fram till sonens myndighetsförklaring 1187, sex år senare. Marie regerade ensam och utan restriktioner från något förmyndarråd eller överordnad, och styrde med samma myndighet som en ensam monark.
År 1190 lämnade hennes son Frankrike för att delta i det tredje korståget. I hans frånvaro styrde Marie en tredje gång som regent. Hennes son kom att stanna borta ännu längre än förväntat, därför att han gifte sig med Isabella II av Jerusalem och blev hennes medregent. Maries ställning som regent i Champagne blev då permanent. Hon regerade i Champagne över en tjugoårsperiod. Marie beskrivs som en effektiv regent: Champagne, som tidigare hade bestått av ett flertal löst sammanhängande vasallstater i personalunion, blev under hennes regentskap en stabil och sammanhängande stat. 
Hennes äldste son Henrik II avled i sin frånvaro i Jerusalem 1197, men nyheten nådde henne inte förrän året därpå. Hennes regentskap upphörde då automatiskt när han efterträddes av hennes myndige yngre son. Marie avled strax därpå. 

### Beskyddare av kultur
Marie kunde läsa och skriva både franska och latin, sällsynt under en tid då läskunnighet inte var någon självklarhet ens för adelsmän, och hade ett eget bibliotek. 
Hon är berömd i historien för sitt beskydd av kultur, diktkonst och litteratur inom den samtida riddarkulturen, och beskyddade diktare som besjöng idén om Hövisk kärlek. Hennes hov beskrivs som ett litterärt centrum för diktare och trubadurer, och bland de hon gav sitt beskydd fanns Andreas Capellanus, Chrétien de Troyes, Bertran de Born, Bernart de Ventadorn, Gautier d'Arras och Conon de Bétune. Hon har traditionellt tillskrivits den då populära idén kallad fin'amors; att kärlek inte kan existera inom äktenskapet, en idé som utgick från den då vanliga förekomsten av arrangerade äktenskap. 
Hon stod nära sin halvbror, Englands kung Richard Lejonhjärta, som dedikerade sin dikt J'a nuns hons pris om sin fångenskap i Österrike till henne. 